# Wilmer García
Wilmer García (f. Venezuela, 16 de mayo de 2025) fue un preso político venezolano. Fue detenido después de las protestas en Venezuela de 2024 y, siendo paciente renal, su salud se deterioró durante su encarcelamiento. Wilmer fue excarcelado el 16 de noviembre de 2024 y falleció seis meses después.

## Detención
Wilmer fue detenido después de las protestas en Venezuela de 2024, que tuvieron lugar después de que Nicolás Maduro fuese declarado ganador en las elecciones presidenciales el mismo año. A pesar de su condición vulnerable de salud, no contó con una atención médica necesaria y sufrió un importante deterioro durante su encarcelamiento. Fue excarcelado el 16 de noviembre de 2024.
Falleció el 16 de mayo de 2025, seis días después que la presa política Ariadna Pinto, quien a su vez padecía de diabetes mellitus tipo 1. La organización de derechos humanos Justicia, Encuentro y Perdón declaró que Wimer «Falleció como consecuencia de las complicaciones derivadas del abandono al que fue sometido», que su caso «evidencia la desprotección sistemática que enfrentan las personas privadas de libertad en Venezuela, especialmente aquellas con condiciones de salud delicadas», y que «Las vidas de Wilmer y Ariadna no debieron terminar así». El partido político Voluntad Popular lamentó su muerte y expresó que «Quienes lo mataron deben ser presentados ante la justicia».

## Vida personal
Wilmer García era autista. Padecía de una enfermedad renal crónica.